# メテレン
メテレン、メーテレン (ドイツ語: Metelen, 低地ドイツ語: Maideln) は、ドイツ連邦共和国ノルトライン＝ヴェストファーレン州ミュンスター行政管区のシュタインフルト郡に属す町村（以下、本項では便宜上「町」と記述する）である。

## 地理
この町はミュンスターラント地方に位置しており、砂地の土地と湿った土地との対比が交互に現れる。町内をフェヒテ川が流れている。

### 自治体の構成
メテレンにはバウエルンシャフト・ネンドルフとバウエルンシャフト・ザムベルクが属している。

### 隣接する市町村
メテレンは、オホトルプ、シュタインフルト、ホルストマール、シェッピンゲン、ヘークと境を接している。

## 歴史
889年に設立された帝国直轄のメテレン修道院は、中世および近世から19世紀初めの世俗化までのこの街の発展に深く関わっている。修道院を核に徐々に村落が形成され、1337年には市が開かれた。1591年には土塁と濠に囲まれており、4つの門で出入りした。17世紀から繊維産業が決定的に重要な役割を果たした。1973年に最後の繊維業者が閉鎖し、時代にピリオドが打たれた。
1938年4月1日、ヴィクボルト・メテレン（市場町）とキルヒシュピール・メテレン（教会を中心とする村落集合体）が合併し、新たな町メテレンが形成された。

## 行政

### 議会
メテレンの町議会は20議席からなる。

### 首長
2014年5月以降、メテレンの町長はグレゴール・クラッベ (CDU) が務めている。

### 紋章
図柄: 赤地に、金の十字をつけた金の帝国宝珠。十字の柄の部分に金色の M の字が掲げられている。

### 姉妹自治体
- シャトー＝ルナール（フランス語版、英語版）（フランス、ロワレ県）

## 文化と見所

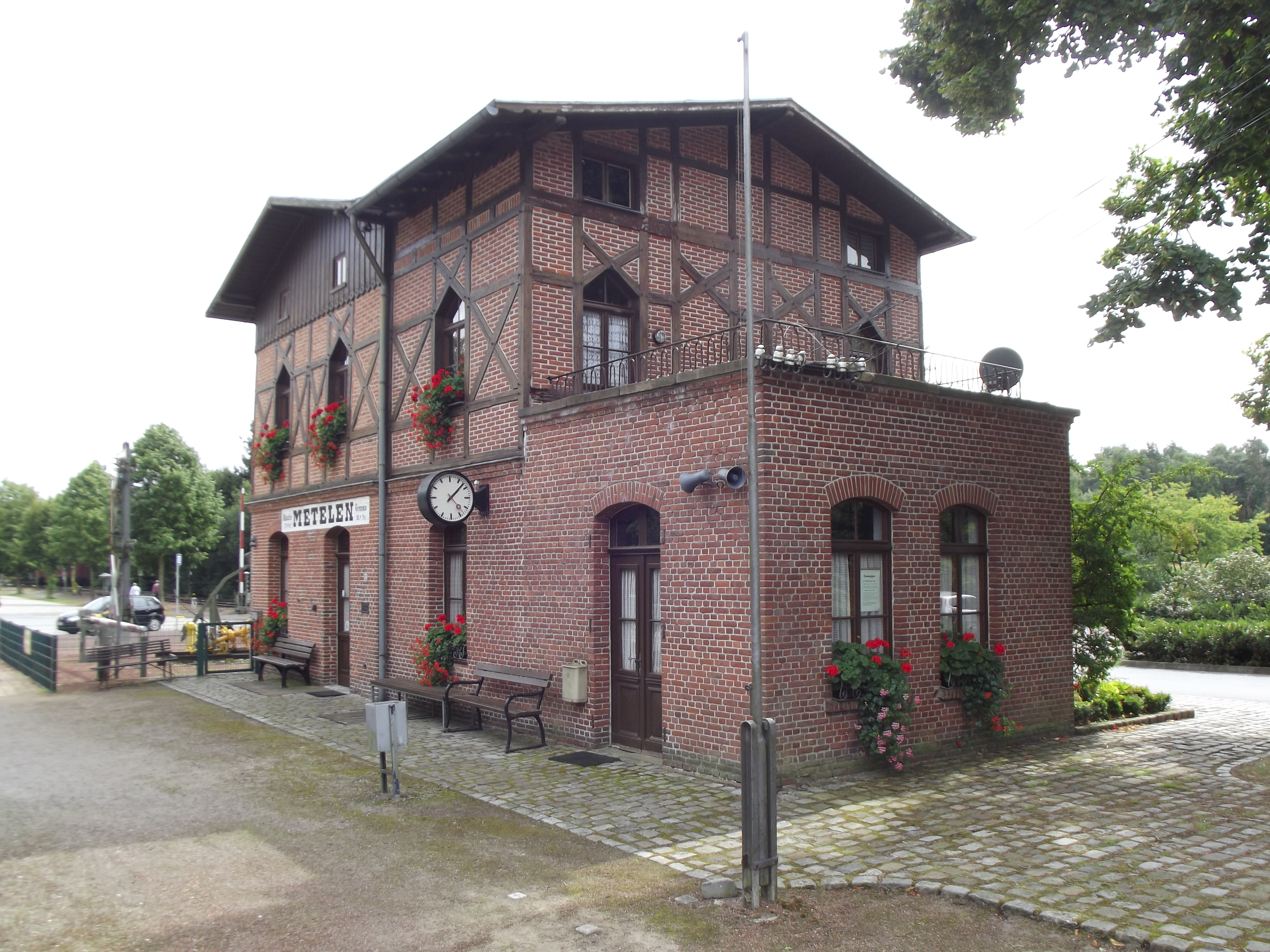
メテレン鉄道博物館

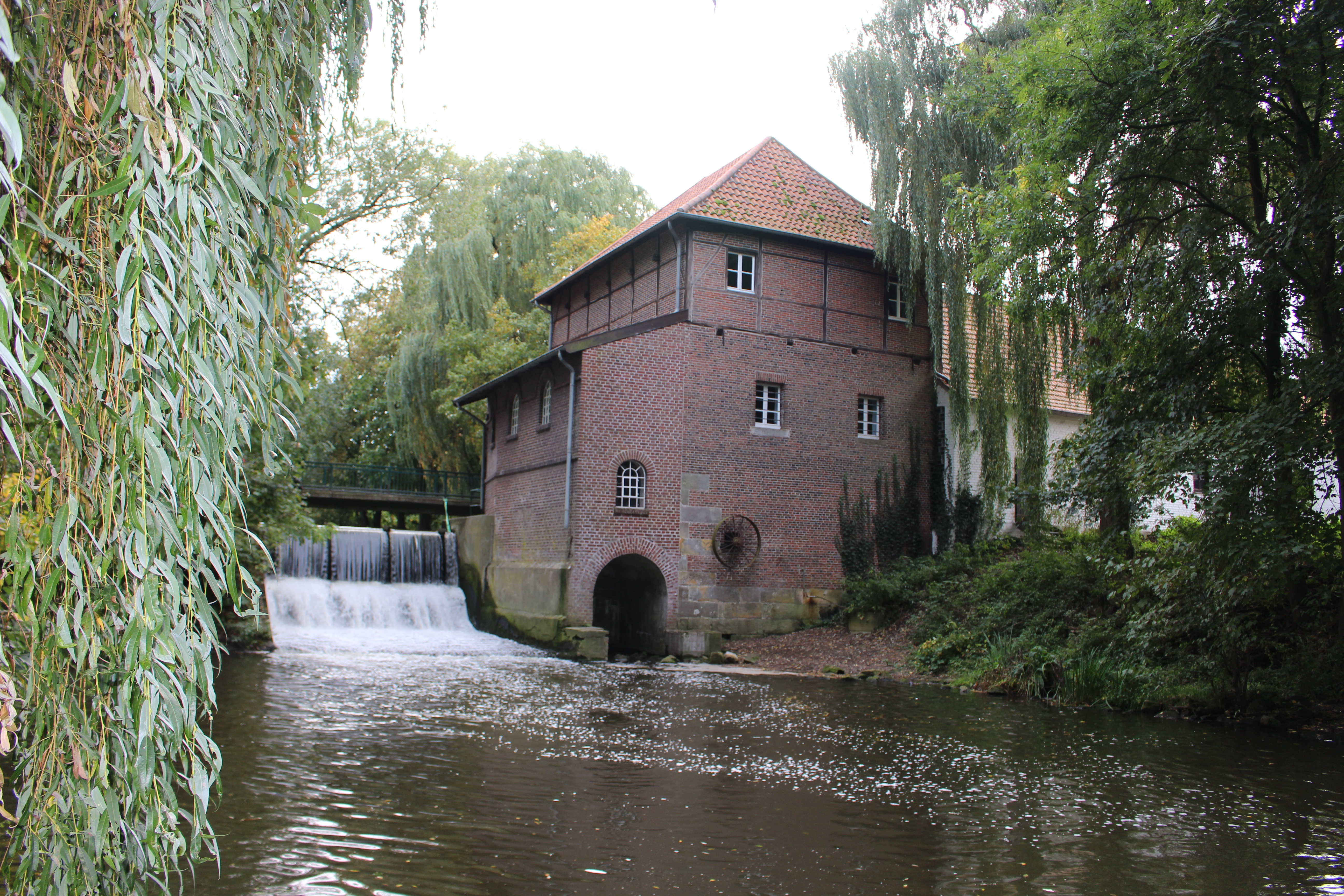
水車博物館

### 博物館
- メテレン・ラント鉄道博物館[5]
- 水車博物館

### スポーツ

#### 卓球
1946年に設立されたクラブ TTV メテレンは、1959年に卓球ドイツ・チャンピオンとなり、1年後に準優勝した。TTV は、1969年から1973年まで5年間、卓球ブンデスリーガに参加した。1973年に降格した1年後に再度昇格したが、このクラスを維持することはできなかった。
TTV メテレンは、2011/2012年現在、西部ドイツ卓球連盟 (WTTV) のフェアバンツリーガ・グループ 4 でプレイしている。

#### 曲馬乗り
ヴォルティギールフェライン・メテレン e.V.（VV メテレン、メテレン曲馬乗りクラブ）には8つのチームがあり、第2チームは最高位のSクラスに位置づけられている。第1チームは2009年に M-チームカップおよび5カ国競技会にゲストとして出場した。2008年にはヴェトリンゲンでの郡選手権で優勝した。

#### サッカー
F.C. メテリア 08 メテレンは1908年に設立された。シニア第1チームはシュタインフルト郡のクライスリーガ A でプレイしている。

#### チェス
SK メテレンは1946年に設立された。第1チームはミュンスターラント・チェス連盟のレギオナルリーガに参加している。

## 経済と社会資本

### 交通
町の外れにあるメテレン・ラント駅はミュンスター - エンスヘデ線の駅であり、RB 64の列車が1時間間隔で発着する。ここにはメテレン・ラント鉄道博物館もある。また、メテレンはヴェストファーレンバス会社の路線網に接続している。町内を連邦道 B70号線（レーア - ヴェーゼル）が通り、これを経由してアウトバーン A30号線（ライネ北インターチェンジ）にアクセスできる。町内やヴェットリンゲンあるいはシェッピンゲン行きのコミュニティバスが120分ごとに運行している。メテレンは自転車道アー＝フェヒテ＝ルート（シュタインフルト、ラール、バート・ベントハイムへ向かう）にもつながっている。
1980年代末に撤去されたブルクシュタインフルト − ボルケン線には、メテレン・オルト駅があった。
この他にメテレンは連邦道 B54号線にも面しており、これを介してグローナウ (ヴェストファーレン)、オホトルプ、ブルクシュタインフルト、アルテンベルゲ、ノルトヴァルデ、ミュンスター (ヴェストファーレン) とつながっている。

### 教育
- カトリック教会が運営する幼稚園（聖ヨーゼフ幼稚園、聖マリエン幼稚園）とドイツ赤十字社が運営する幼稚園「ツヴァーゲンブルク」
- 基礎課程学校 1校（聖フィトゥス基礎課程学校）
- 音楽学校と市民大学はメテレン、ノイエンキルヒェン、オクトルプ、ヴェトリンゲン目的連合によって運営されている。
- 文化イニシアティブ・メテレン e.V. (KIM) はメテレンとその周辺における文化施設や文化創造者およびその共同作業者を支援し、自ら文化的イベントを開催している。

## 人物

### 出身者
- ハンス・ティートマイヤー（ドイツ語版、英語版）（1931年 - 2016年）国民経済学者、ドイツ連邦銀行総裁（任期: 1993年 - 1999年）

### ゆかりの人物
- ヴィルフリート・タイジング（ドイツ語版、英語版）（1962年 - ）ミュンスター補佐司教

## 関連文献
- Reinhard Brahm. Metelen: Die 50er und 60er Jahre. ISBN 978-3-89570-970-8
- Reinhard Brahm (1998). Metelen in alten Ansichten. Europaeische Bibliothek
- Reinhard Brahm (2005). Metelen 1928–1946. Zeitzeugenberichte und Quellen. Mit einer Chronik der Ereignisse インターネットで公開されている: Erfahrungsbericht über die Recherche bei der Beschaffung von Tätigkeitsnachweisen für ehemalige Zwangsarbeiter (PDF; 1,9 MB)、Die Fernrakete V2 und ihre Starträume in den Kreisen Borken, Coesfeld und Steinfurt (PDF; 1,4 MB)
- Karl Schulze Südhoff. Streiflichter aus der Geschichte Metelens und des Münsterlandes. Lebensgeschichten vom Hof Schulze Brockhoff. Selbstverlag
- Karl Schulze Südhoff (2003). Als im Frühling endlich Frieden kam. Verlag Rehms-Druck. ISBN 978-3-9808307-2-0
- Peter Ilisch (2017). Metelen. Historischer Atlas westfälischer Städte Bd. 9. Veröffentlichungen der Historischen Kommission für Westfalen N.F. 38. Münster

これらの文献は、翻訳元であるドイツ語版の参考文献として挙げられていたものであり、日本語版作成に際し直接参照してはおりません。

## 訳注
1. ↑  精確には町境のわずかに北の町外を通っている